# ドリーム&パワー
「ドリーム＆パワー」は、かつてNPBに所属していた大阪近鉄バファローズ（現在のオリックス・バファローズの前身球団の一つ）の球団公式応援歌である。

## 解説
近鉄バファローズ関連の楽曲は1975年（昭和50年）に初の球団歌として「近鉄バファローズの歌」が制作され、チームが初のリーグ優勝を果たした1979年（昭和54年）には公式応援歌「炎（も）えろ!近鉄バファローズ」が発表されている。「ドリーム＆パワー」は同球団では3曲目の球団歌・公式応援歌として2000年（平成12年）に発表され、同年から球団最終年の2004年（平成16年）までラッキーセブンに場内演奏された。オリックスとの統合後も大阪近鉄バファローズ復刻企画時での演奏経験がある。
曲調は前2曲と変わってポップで爽やかさのある現代風のメロディとなっており、歌詞はバファローズの豪快なチームカラーを想起させるものとなっている。
なお、同球団は大阪近鉄バファローズとなった1999年（平成11年）から2004年にかけて毎年日本コロムビア（2002年以降はコロムビアミュージックエンタテインメントに社名変更）より『大阪近鉄バファローズ選手別応援歌 (年度) ライトスタンドスペシャル』というタイトルの応援歌CDをリリースしてきたが、当楽曲は2001年（平成13年）3月に発売の『大阪近鉄バファローズ オフィシャル球団歌･応援歌』にのみCD収録されている。